# ゴクジョッ。〜極楽院女子高寮物語〜
『ゴクジョッ。〜極楽院女子高寮物語〜』（ゴクジョッ ごくらくいんじょしこうりょうものがたり）は、宮崎摩耶による日本の漫画作品。『ケータイ★まんが王国』から『スーパージャンプ』に移籍し、同誌休刊後は『グランドジャンプ』、更に同誌公式サイトでのウェブ連載に移籍し2015年11月18日まで連載された。
2012年1月23日から3月まで、中京テレビ『SKE48の世界征服女子』内にてテレビアニメが放送（当初は1月16日放送開始予定だった。詳細後述）。

## 作品背景
本作は、宮崎摩耶が『ケータイ★まんが王国』から『/Blush』のリメイクの提案がきっかけで執筆した作品である。
宮崎は当時流行していた『らき☆すた』をはじめとする女子高生ものの漫画に対して違和感を持っており、女子高生同士の過激さをリアルに描きたいと考え、本作を執筆した。宮崎は最初は少しリアルな実録という路線を考えていたが、描いているうちにリアルとかがどうでもよくなったとファミ通とのインタビューの中で述べつつも、好きなように描くという方針は変えていないと話している。
また、宮崎は本作が下品だという自覚はなく、現実の女子高生の方がもっとひどいと思っているとファミ通とのインタビューの中で話しており、単行本やテレビアニメに対する反響については「脱線したら誰かがツッコんでくれるんだ！」と、安心してより好き勝手に描けるようになりました！ ありがとうございます！」と喜びを見せている。

## 表現手法

### キャラクター設定
主人公である赤羽亜矢の性格の半分は、作者が元になっている。
栗橋南は、掲載誌が『グランドジャンプ』に移籍した際に同誌の編集部から、オタク受けしそうなキャラクターを出してほしいという要望を受けて作られたキャラクターである。この要望に対し当初宮崎は消極的だったが、当時人気のあった作品のキャラクターを元に性格の悪い人物として設定したところ、描いているうちに楽しくなってきたとファミ通とのインタビューの中で振り返っている。

## あらすじ
お嬢様が集まると名高い極楽院女子高等学校、略称・極女。LAから転校してきた美少女・栗橋南は、その可愛さを武器に極女に君臨しようと画策する。教室へ向かう途中、廊下でバケツを被ったパンツ丸出しのギャル・赤羽亜矢に絡まれるハプニングに遭遇するも、無事クラスメイトの魅了に成功した南。しかし、入れ替わりに転校した生徒に代わり保健委員に就任したことで、南の立てた計画は崩れることとなる。
連日保健室に集まる、亜矢を筆頭とするクセモノ揃いの面々、そして彼女達と共に過ごす女子寮で、南はおバカで下ネタ三昧の日々を課せられていく。
舞台は栃木県内某所の模様。最寄駅は「新とちぎ駅」。

## 登場人物
名字にはJR宇都宮線（東北本線）などの駅名が使われている。声はテレビアニメ版における声優。
赤羽 亜矢（あかばね あや）
声 - 日笠陽子
17歳。極楽院女子高等学校2年A組の生徒。身長158cm。体重48kg。Dカップ。
主人公。美人でスタイルもいいが、勉強を苦手とする上、下品で社会常識に欠ける。また、不器用なため、バストサイズはそれなりにあるがパイズリができない。
カリスマギャルを目指して美貌を磨くことに命を賭け、他者との競争意識に燃える攻撃的な性格。また理不尽で執念深い。
友人たちには処女ではないと言っているが、実際は処女である。座薬と騙され宇都宮に産卵プレイをさせられたり、尾久や酔った栗橋に襲われた事がある。沙矢に鍛えられたため金魚すくいが上手い。尾久にパンツを盗まれたことがある。バレンタインデーはチョコレートが安売りになる日だと思っていた。全裸で寝る癖がある。当初、宇都宮に苦手意識を持っていたが、熱が出た際に看病してもらってからは多少打ち解けている。
問題児過ぎるため相部屋が基本の寮で唯一の一人部屋。
道路で躓き一時的に記憶喪失になった際には性格が180度変わり、優しくか弱く気が利くとても良い娘になった。沙矢によると、亜矢は昔からドジだったのでよくこけて記憶喪失になっていたらしい。記憶喪失はキスによって治る。
土呂 小夏（とろ こなつ）
声 - 高森奈津美
16歳。亜矢の同級生で親友。生徒会で会計を務めている。身長143cm。体重32kg。3サイズは70・55・75。宇都宮と相部屋。
ドMでアホなノーブラ・パイパンのロリ。よく亜矢に虐げられるが亜矢のことは大好き。亜矢と2人でマンホールに落ちた際パニックに陥り亜矢を襲おうとした。漫画や雑誌で性知識を得ては、自称経験豊富の亜矢に教授を請う。人懐こい性格だが、宇都宮には「怖い」、栗橋には「絡みづらい」という感情を抱いており、後者に対しては執拗に無視する。裕福な家庭なようで、家は豪邸であるが、外国人から借金をしているようである。電話をかけ間違えることが多く、救急車を呼びたいのにNTTの天気予報に電話してしまう。
七里 愛（ななさと あい）
声 - 内田真礼
17歳。亜矢の同級生。身長164cm。体重47kg。3サイズは79・59・83。栗橋と相部屋。
唯一の常識人。他クラスや他校の生徒にも地味子とあだ名されるほど地味だが、亜矢を取り巻くメンバーの中では男に一番モテる。下ネタに対して免疫がない一方、むっつりスケベでもあり、耳にした卑猥な単語を自室のインターネットで検索するなど性への興味が強いほか、野菜や果実を削いで陰茎を模するのも得意。処女ではないものの、宇都宮に迫られた際には「多少の経験はあるが最後まではない」と発言している。
料理も上手で、料理対決の際に作ったチーズオムレツがメンバー内でうまいと評判になった。編み物も得意。宇都宮に体の関係を迫られ了承した事がある。自室の天井には宇都宮が開けた穴が開いており、亜矢などに自慰行為の一部始終を見られた。中学校の同級生と交際中。
宇都宮 飛鳥（うつのみや あすか）
声 - ささきのぞみ
17歳。2-B生徒。身長145cm。体重30kg。小夏と相部屋。
寡黙な性格をしており、霊視や占いが出来る他、動物や物質の心を読む能力を持つ。霊視によって亜矢が処女であることを見抜いた。アモーレ教徒で午前4時になると礼拝を行う。オナニーのおかずはもっぱら亜矢。寮の番犬でブルドッグの「総理（ソーリ）」と仲がいい。亜矢が、栗橋の転校に際して泣いていた事を唯一知っている。酔っぱらうと笑い顔になる。亜矢のことを気に入っている様子。
大和田 円（おおわだ まどか）
声 - 明坂聡美
17歳。2-B生徒。身長162cm。体重52kg。3サイズは110・60・88。○○と相部屋。
メガネの腐女子。妄想癖が強く、股間が常に濡れている。亜矢でご飯3杯はイケる。整った顔立ちとGカップの巨乳を生かし、グラビアアイドルとして売り出しているほか、男装が似合うとされている。
宇都宮の恐ろしさを何度か目の当たりにしており、恐れている。
尾久 要（おく かなめ）
声 - 國分優香里
年齢不詳。2-Aの担任で保健医。医学部卒。教師なのに生徒寮に住んでいることについて、亜矢はローンを組んでマンションでも買えと思っている。絶世の美女だが、変態。気分屋。亜矢達からは「魔王」と恐れられている。男日照りのようで、亜矢の天狗の面で自慰行為をしている。喫煙者。
計算が嫌いで、長時間何かを考えたりすることも嫌いであり、非常に短気。寮内は禁煙なのでボイラー室でタバコを吸おうとしたが湿気で火がつかず、怒ってボイラーを蹴っ飛ばし爆破してしまった程。
赤羽 沙矢（あかばね さや）
声 - 能登麻美子
18歳。亜矢の姉。3-D生徒にして生徒会・副会長。
清楚で可憐な外見とは裏腹に、地元レディース・関東極女連合の二代目総長（初代総長は尾久）にして「栃木の処刑姫（しにがみ）」の異名を持つ。常に木刀を持ち歩いており、キレると投擲する。
栗橋 南（くりはし みなみ）
声 - 竹達彩奈
17歳。原作第11話において2-Bクラスに転入。保健委員。愛と相部屋。最近、愛の自慰行為時の声が大きいと迷惑がっている。
LAからの帰国子女で、カールを巻いた小柄な美少女。目は青。上品なお嬢様を装っているが、本性はナルシストでウザい性格のため「フランソワ」と名付けた電動歯ブラシしか友達がいない。
「ミナミン」と呼ばれたがっているが亜矢からは「栗林」と呼ばれることが多いなど、メンバーからろくに相手にされないことが多い。保健委員になった後は保健室では掃除夫の格好をしていることが多い。いったんは再度アメリカへの転校が決まったが、前髪の一部が燃えた末、結局転校せずに残留。転校が決まった際、亜矢は表面上はいなくなってすっきりしたなどと言っていたが、内心ではひどく悲しんでいた。なぜかその後ずっと前髪のモジャモジャが残っており、だんだん小さくなっていたが、8巻では宇都宮のバズーカ暴発によりまたモジャモジャとなった。
公式ページの作品紹介には主人公のような立ち位置で書かれているが、初登場は2巻からで、その後出番のない回が何度もある。
作者は「とらドラ!」の逢坂大河から影響を受けて登場させたキャラと語っている。
板橋 光（いたばし ひかる）
18歳。3-D生徒。一人称は「俺」。沙矢の友人。男顔で、私服も男物が多い。小夏が電車内で痴漢の被害にあった際、痴漢をした者を注意して一目ぼれされた。
宝積寺 花子（ほうしゃくじ はなこ）
18歳。3-B生徒。生徒会長。中二病を患っている。雪姫とは恋人の関係にあるが、彼の正体は知らない。一度雪姫の陰茎を見たが思い込みが激しい故にウツボだと思っていた。
小俣 雪姫（おまた ゆき）
17歳。3-B生徒。生徒会・副会長。成績優秀、スポーツ万能、3年連続ミス極女のやまとなでしこだが、実は男性。バレエ部に入部したかったが間違えてバレーボール部に入部してしまったことがある。
五右衛門（ごえもん）
18歳。3-B生徒。生徒会・書記。つまらぬものしか切らない。
佐野 いとめ（さの いとめ）
17歳。3-B生徒。生徒会・会計。糸目。会長の付き人。
小山 はるか
17歳。3年生。小夏のライバル。幼児体型のツインテール。新聞部員。語尾に「デス」を付ける。劇中未登場。単行本が6冊も発売されているのに本編に出ていないことについて相当怒っている。
総理 (ソーリ)
小夏が拾ってきた犬。宇都宮になついている。宇都宮の霊視によると人間年齢で38歳らしい。
古藤
極楽院女子高等学校の近くにある冥府第三高等学校に通う鼻水を垂らしたイケメンで、後輩2人を常に引き連れている。イケメンたたき売りと称して愛にナンパを行った。愛に惚れてラブレターを書き、亜矢に渡してもらおうと画策するが亜矢にラブレターを握りつぶされてしまう。

## 単行本
- グリーンアロー出版社（GAコミックス）

| 巻数 | 発売日    | ISBN                   | 初出 | 表紙キャラ           |
| ---- | --------- | ---------------------- | ---- | -------------------- |
| 1    | 2009年1月 | ISBN 978-4-7663-3401-2 |      | 愛,亜矢,小夏,円,飛鳥 |

- 集英社（愛蔵版コミックス）

| 巻数 | 発売日         | ISBN                   | 初出 | 表紙キャラ                         |
| ---- | -------------- | ---------------------- | --- | ---------------------------------- |
| 1    | 2009年11月     | ISBN 978-4-08-782253-3 | | 愛,亜矢,小夏,円,飛鳥               |
| 2    | 2010年 3月19日 | ISBN 978-4-08-782270-0 | スーパージャンプ 21年20号～22年3号                                                                                 | 亜矢,要,沙矢                       |
| 3    | 2010年10月20日 | ISBN 978-4-08-782345-5 | スーパージャンプ 22年4号～13号                                                                                     | 亜矢,沙矢,愛,小夏,要,円,飛鳥,南,光 |
| 4    | 2011年 3月18日 | ISBN 978-4-08-782370-7 | スーパージャンプ 22年14号～17号,19号～24号                                                                         | 円,飛鳥,南,愛,亜矢,小夏            |
| 5    | 2011年 7月20日 | ISBN 978-4-08-782387-5 | スーパージャンプ 23年1号～6号,8号～11号                                                                            | 亜矢                               |
| 6    | 2012年 5月28日 | ISBN 978-4-08-782452-0 | スーパージャンプ 23年12号,15号,16号,18号～21・22合併号 スーパージャンプHigh23年1号,グランドジャンプ23年1号,24年3号 | 亜矢,小夏                          |
| 7    | 2013年 2月19日 | ISBN 978-4-08-782485-8 | グランドジャンプ 24年5号～7号,13号,15号,17号,19号, 21号,23号,25号,25年2号                                          | 南,円,飛鳥,愛,亜矢,小夏            |
| 8    | 2014年 3月 6日 | ISBN 978-4-08-782773-6 | グランドジャンプ 25年4号,6号,8号,11号 グランドジャンプWEB 25年6月12日更新分～12月11日更新分                        | 亜矢,小夏,愛,円,飛鳥,南            |
| 9    | 2015年 3月19日 | ISBN 978-4-08-792701-6 | グランドジャンプWEB 26年1月8日更新分～11月19日更新分                                                               | 亜矢,小夏,愛,円,飛鳥,南            |
| 10   | 2016年 4月19日 | ISBN 978-4-08-792714-6 | グランドジャンプWEB 26年12月10日更新分～27年11月18日更新分                                                         | 亜矢,小夏,愛,円,飛鳥               |

## テレビアニメ
1話約5分の短編アニメで、2012年1月23日より4月まで、中京テレビ『SKE48の世界征服女子』番組内で放送。2012年1月30日よりDMM.comの特設ページで同サイト未入会の人も含めて視聴可能な状態で期間限定配信したほか、同年4月からは各話有料配信を順次開始している。同年10月1日からはTOKYO MXで放送の『学園魂』枠内で全12話が放送された。
2013年5月22日にリテイクを加えたディレクターズカット版Blu-rayが発売予定であったが映像に問題点があったため、2013年6月26日に発売延期になった。

### 地上波での度重なる放送自主規制
- 当初2012年1月16日より放送予定だったが、肝心の第1話の作品内容が主人公の赤羽亜矢が着替えの際に、うっかりノーパン(履き忘れ)状態で登校してしまい、その下僕にあたる小夏のパンツを脱がして自分が履こうとするという、「あまりにもお下品すぎて、SKE48の看板番組では流せないほど」の内容だった為に放送が急遽中止となり[5]、翌週の1月23日の第2話から放送された。
- 1月30日予定の第3話は検討の末、放送自粛を直前に決定した[6]。
- 2月20日予定の第5話は諸事情により放送を自粛し、この日は第6話を放送した[7]。
- 3月19日予定の第10話は諸事情により放送を自粛し、この日は第11話を放送した[8]。

これらの放送自主規制回は放送回と同様DMM.comで配信されている。またTOKYO MXでの放送は、上述した放送自主規制回も放送した。

### スタッフ
- 原作 - 宮崎摩耶
- 総監督 - 東出太
- チーフ演出 - 上野史博
- シリーズ構成・脚本 - ほそのゆうじ
- キャラクターデザイン - 崔ふみひで
- プロップデザイン - 中川淳
- 美術監督 - 清水哲弘
- 色彩設計 - 有尾由紀子
- 撮影監督 - 大西博
- 編集 - 三嶋章紀
- 音響監督 - 鶴岡陽太
- 音楽プロデューサー - 伊藤善之
- 音楽制作 - ランティス
- アニメーションプロデューサー - 村濱章司
- アニメーション制作 - LMD
- 製作責任 - 坂本昭
- 製作 - CAMMOT
- 総監修 - 横田守

### 主題歌
オープニングテーマ「ゴクジョッ。のジョーケン♥」
作詞 - 松井洋平 / 作曲・編曲 - 高田暁 / 歌 - 赤羽亜矢（日笠陽子）、七里愛（内田真礼）、栗橋南（竹達彩奈）、大和田円（明坂聡美） / Guitar - 鈴木マサキ
エンディングテーマ「極・女おー・う゛ぁーどらいぶ」
作詞 - 松井洋平 / 作曲・編曲 - 山田高弘 / 歌 - 赤羽亜矢（日笠陽子）、七里愛（内田真礼）、栗橋南（竹達彩奈）、大和田円（明坂聡美） / Guitar - 鈴木マサキ

### 各話リスト
| 話数              | サブタイトル                | 絵コンテ                 | 演出            | 作画監督                                       |
| ----------------- | --------------------------- | ------------------------ | --------------- | ---------------------------------------------- |
| 第1話             | ノーパンは誰だ!?            | 菊池勝也                 | 上野史博        | 徳田夢之介、鷲田敏弥 横田守                    |
| 第2話             | しゃっくり止まんねぇ。      | 鈴木太郎                 | 鈴木太郎        | 浜津武広                                       |
| 第3話             | 処刑娘&魔王降臨             | 鈴木太郎                 | 所俊克          | 徳田夢之介                                     |
| 第4話             | プールで初○○!?              | 倫敦                     | 岡村正弘        | 松本純平                                       |
| 第5話             | 宇都宮式 霊感カゼ治療       | 東出太                   | 東出太          | 東出太                                         |
| 第6話             | 宇都宮を驚かそう!!          | 中川淳                   | 中川淳          | 津熊健徳、服部憲知 青木真理子、PAYAYA 越後光崇 |
| 第7話             | 極楽院女子学院謝肉祭        | 関良和                   | 所俊克          | 津熊健徳 青柳重美                              |
| 第8話             | 姫降臨!!                    | 関良和                   | 岡村正弘        | 松本純平                                       |
| 第9話             | ド忘れ亜矢ちゃん            | 平牧大輔                 | 平牧大輔        | 徳田夢之介                                     |
| 第10話            | 濡れビッチ決定戦!!          | 村上勉                   | 中川淳          | 津熊健徳                                       |
| 第11話            | マスカレードでズキュゥーン♥ | 上野史博 上野正博        | 上野史博        | 飯飼一幸                                       |
| 第12話            | さらば栗橋!!                | 鈴木太郎                 | 鈴木太郎        | 越後光崇 横田守                                |
| 第13話 （未放送） | そうだ温泉にいこう!!        | 東出太 上野史博 上野正博 | 東出太 上野史博 | 青柳しげみ、津熊健徳 服部憲知、payaya          |

### 放送局
| 放送地域   | 放送局     | 放送期間                | 放送日時           | 放送系列       | 備考                            |
| ---------- | ---------- | ----------------------- | ------------------ | -------------- | ------------------------------- |
| 中京広域圏 | 中京テレビ | 2012年1月23日 - 3月26日 | 月曜 24:29 - 24:59 | 日本テレビ系列 | 『SKE48の世界征服女子』内       |
| 日本全域   | DMM.com    | 2012年1月30日 - 4月2日  | 月曜 更新          | ネット配信     | 1週間限定配信（未放送回も配信） |
| 東京都     | TOKYO MX   | 2012年10月1日 -         | 月曜 27:30 - 27:40 | 独立局         | 『学園魂』内                    |

| 中京テレビ SKE48の世界征服女子内アニメ枠 | 中京テレビ SKE48の世界征服女子内アニメ枠 | 中京テレビ SKE48の世界征服女子内アニメ枠 |
| 前番組                                   | 番組名                                   | 次番組                                   |
| ---------------------------------------- | ---------------------------------------- | ---------------------------------------- |
| ぬっことはるか                           | ゴクジョッ。〜極楽院女子高寮物語〜       | ぬっこ。NUKKO                            |

## ゲーム
ゴクジョッ。〜極楽院女子高寮物語〜 奪! パンツこれくしょん
2016年5月16日から8月16日までDMMオンラインゲームから配信された。